# مسجد هانج جيبات
مسجد هانج جيبت ( جاوي : مسجد هڠ جيبت ) هو مسجد يقع في كوينزتاون ، سنغافورة. وهو أحد مساجد القرية القليلة المتبقية من الجيل القديم في سنغافورة. كان المسجد مشهورًا بقربه من مسارات السكك الحديدية السابقة لشركة KTM .

## تاريخ
يقع مسجد هانج جيبات في نهاية طريق جالان هانج جيبات، قبالة شارع بورتسداون، وبدأ مسجدًا في عام 1952 لجنود فوج الملايو والعمال المسلمين في منطقة ويسيكس. أخذ المسجد والطريق المجاور له اسمه من منشأة هانج جيبات العسكرية القريبة والتي سميت بدورها على اسم هانج جيبات ، أحد المحاربين الملقايين الأسطوريين.
وعندما انسحب البريطانيون في عام 1971، تم فتح الأرض وجمع التبرعات لتوسيع وتطوير المؤسسة. وفي عام 1973م حصل على مكانته كمسجد.

## الحالة الحالية
اليوم، تتم إدارة المسجد من قبل مجلس أوغاما إسلام سنغافورة . المسجد هو جزء من مسار تراث كوينزتاون .

## مواصلات
يمكن الوصول إلى المسجد من محطة مترو كوينزتاون .